# Zelda Fitzgerald
Zelda Fitzgerald, geboren Sayre, ook wel Zelda Fitzgerald Sayre (Montgomery, 24 juli 1900 - Asheville (North Carolina), 10 maart 1948) was een Amerikaanse schilderes en schrijfster. Haar bekendste werk is de autobiografische novelle Save Me the Waltz (1932). Ze was van 1920 tot zijn dood in 1940 getrouwd met de schrijver F. Scott Fitzgerald, die haar vereeuwigde als 'Nicole' in zijn beroemde roman Tender is the Night uit 1934.

## Leven

### Vroege leven, huwelijk met Francis Scott Fitzgerald
Zelda Sayre werd geboren als jongste van zes kinderen. Haar vader was een prominent jurist. Ze ging naar de highschool, maar bleek een weinig geïnteresseerde leerling. Sociaal was ze uitermate actief, vooral gericht op jongens en bijzonder druk met dansen, waarop ze zich spoedig volledig zou richten. In 1918 ging Zelda, tot verontwaardiging van haar familie, werken als danseres bij een Country Club. Daar leerde ze al snel de schrijver Francis Scott Fitzgerald kennen. Fitzgerald werd smoorverliefd en aanbad haar. Nadat Zelda hem een paar keer aan het lijntje had gehouden (ze kon het flirten met andere mannen niet laten) traden ze in 1920 in het huwelijk. Vervolgens werden ze een van de beroemdste koppels van New York en Zelda werd de belichaming van de jongensachtige, kortharige flapper-girl.
In 1921 kregen ze een dochter Frances ("Scottie"), maar Zelda wilde zo veel mogelijk haar actieve, mondaine leven vervolgen. Ze begon inmiddels stukjes en korte verhalen in tijdschriften te publiceren. Enkele van haar verhalen werden postuum, samen met verhalen van Scott, in boekvorm gepubliceerd onder de titel Bits of Paradise. De Fitzgeralds lieten hun dochter vaak over aan het kindermeisje en toen Zelda in 1922 opnieuw zwanger werd, koos ze (naar algemeen wordt aangenomen) abortus.

### Europese periode

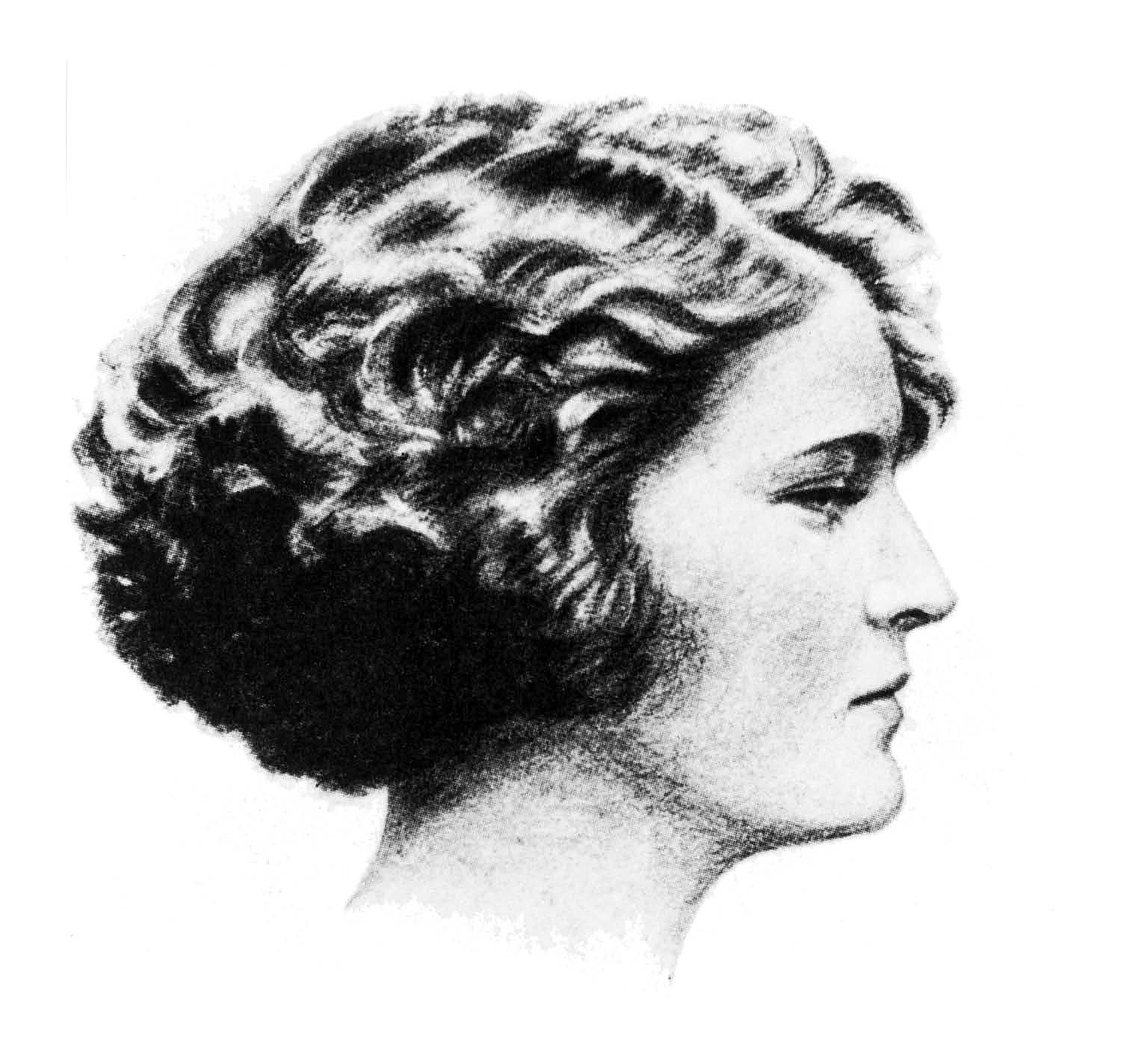
Zelda in 1922, Metropolitan

In 1924, toen Scott Fitzgerald na de slechte ontvangst van zijn stuk The Vegetable depressief raakte, vertrokken de Fitzgeralds naar Frankrijk, eerst naar Parijs, later naar de Rivièra, waar hij aan The Great Gatsby werkte. Ze maakten er deel uit van een groep schrijvers die later tot de zogenaamde "Lost Generation" zouden worden gerekend. Hun huwelijk kwam steeds meer onder spanning te staan. Scott meende dat Zelda, die liefst wilde zwemmen of naar het casino ging, een relatie had met de Franse piloot Édouard Jozan. Later kreeg ze een afkeer van haar mans vriend, de schrijver Ernest Hemingway. Ze beschuldigde Scott zelfs van een homoseksuele affaire met Hemingway. Daarna ging hij naar bed met een prostituee om zijn mannelijkheid te bewijzen. "De Fitzgeralds hadden een voortdurende behoefte aan drama", vertelde Jozan later aan Zelda’s biografe Nancy Milford, "en zo nodig verzonnen ze de dingen zelf, waardoor ze in zekere zin slachtoffer werden van hun eigen rijke verbeelding".

### Psychische problemen, autobiografie

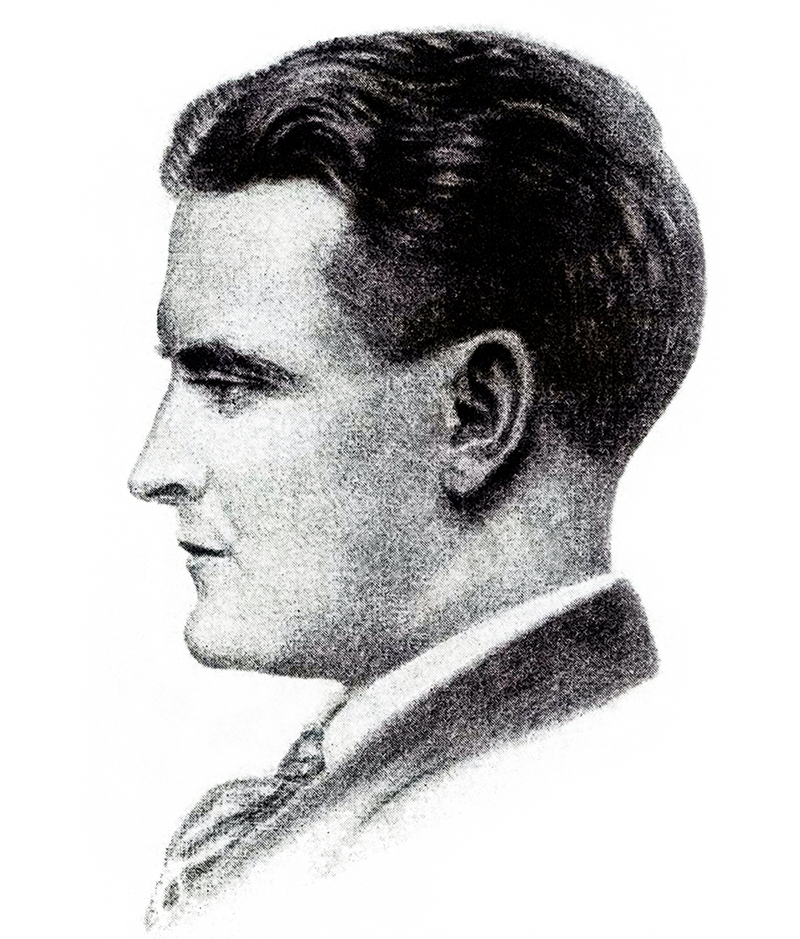
Scott Fitzgerald in 1921, Shadowland Magazine

Ondanks haar schijnbaar actieve leven verveelde Zelda zich in Frankrijk, vooral tijdens de periodes waarin haar man zich afzonderde in zijn schrijven. Ze kon haar eigen creativiteit onvoldoende kwijt. Een hernieuwde poging om dansen en ballet op te pakken mislukte, onder meer omdat Scott er niets in zag. In psychisch opzicht ging het eind jaren twintig steeds slechter met Zelda, die altijd al vrij labiel was geweest. In 1930 werd ze uiteindelijk opgenomen in de psychiatrische privékliniek Les Rives de Prangins aan het Meer van Genève in Zwitserland. De psychiater dr. Oscar Forel paste daar hypnotherapie toe. Zijn diagnose was schizofrenie. Destijds werd deze diagnose nogal snel gesteld.
In 1931 keerde ze samen met haar man terug naar de Verenigde Staten om haar stervende vader bij te staan, maar in 1932 was ze alweer opgenomen in een psychiatrische kliniek te Baltimore. Daar kreeg ze aanvankelijk nog een opmerkelijke uitbarsting van creativiteit, begon met schilderen en schreef in zes weken haar autobiografie Save Me the Waltz, die door critici nog steeds wordt geprezen om haar literaire kwaliteiten. Delen van Save Me the Waltz overlappen met het in 1934 verschenen Tender is the Night van haar echtgenoot, die haar nog verweet met zijn materiaal aan de haal te zijn gegaan.

### Dood
Na 1932 ging het verder bergafwaarts met de Fitzgeralds. Francis Scott Fitzgerald raakte steeds zwaarder aan de drank, Zelda verbleef van 1930 tot 1934 met regelmaat in diverse psychiatrische inrichtingen, van 1936 tot 1940 en vervolgens van 1943 tot haar dood in het Highlight Mental Hospital te Asheville. Ondanks hun voortdurende conflicten en Scotts affaires (onder meer met columniste Sheilah Graham), bleven beiden emotioneel sterk aan elkaar gebonden. Scott bleef met hun dochter Scottie altijd dicht bij Zelda in de buurt wonen, totdat hij in 1940 stierf aan een beroerte.
Zelda Scott Fitzgerald overleed op 47-jarige leeftijd in het Highlight Mental Hospital te Asheville tijdens een brand waarbij nog acht patiënten om het leven kwamen.
Scott en Zelda werden begraven in Rockville (Maryland). Op initiatief van 'Scottie', die journaliste werd, werden beiden in 1975 herbegraven op het katholieke kerkhof aldaar, bij andere leden van de familie Fitzgerald.

## Zelda Fitzgerald in fictie
- Het leven van de Fitzgeralds werd meerdere malen verfilmd, onder meer in 2002, in Last Call van Henry Bromell, waarin Sissy Spacek Zelda speelt.
- In de tv-serie Z: The Beginning of Everything, die startte in 2015, werd Zelda gespeeld door Christina Ricci.
- In 2008 won de Franse schrijver Gilles Leroy de Prix Goncourt voor zijn roman Alabama Song over het leven van Zelda Fitzgerald.

## Over Zelda Fitzgerald
- Matthew Joseph Bruccoli, Some Sort of Epic Grandeur: The Life of F. Scott Fitzgerald, University of South Carolina Press, 1981.
- Jackson R. Bryer, Cathy W. Barks (red.), Dear Scott, Dearest Zelda: The Love Letters of F. Scott and Zelda Fitzgerald, St. Martin's Press, 2002.
- Sally Cline, Zelda Fitzgerald: Her Voice in Paradise, Arcade Publishing, 2003.
- Nancy Milford, Zelda: A Biography, Harper & Row, 1970.
- Deborah Pike, The Subversive Art of Zelda Fitzgerald, University of Missouri Press, 2017.
- Ruth Prigozy (red.), The Cambridge Companion to F. Scott Fitzgerald, Cambridge University Press, 2002.